# Looking for Paradise
Looking for Paradise este primul disc single extras de pe albumul Paraíso Express, al cântărețului spaniol Alejandro Sanz. Fiind o colaborare cu Alicia Keys, piesa a câștigat popularitate în unele regiuni ale Europei, dar și în America latină.